# تصاغر مدي جزري
تصاغر مدي جزري (بالإنجليزية: Tidal downsizing)‏ هو آلية افتراضية لتشكل الكواكب. حيث تبدأ العملية بتكون كتل كبيرة من الغاز ما يقرب من 10 أضعاف كتلة المشتري، عن طريق عدم الاستقرار التثاقلي [الإنجليزية] في الأجزاء الخارجية من قرص الكواكب الأولية. حيث تنتقل الكتل إلى الداخل بسبب التآثرات التثاقلية مع الغاز. و تتصادم الكتل الصلبة وتنمو وتستقر باتجاه المركز لتشكل نواةً كبيرة الحجم. ثم تتفكك الكتلة بسبب قوى المد والجزر أو التسخين من النجم عندما تقترب داخل عدد قليل من الوحدات الفلكية للنجم، تاركًا وراءه جرمًا أصغر. ويكون ذلك اعتمادًا على مدى وتوقيت فقد الكتلة، قد تكون البقايا كوكبًا أرضيًا أو عملاقًا جليديًا أو عملاقًا للغاز.